# Hosta tsushimensis
Hosta tsushimensis är en sparrisväxtart som beskrevs av N.Fujita. Hosta tsushimensis ingår i släktet funkior, och familjen sparrisväxter.

## Underarter
Arten delas in i följande underarter:
- H. t. tibae
- H. t. tsushimensis